# Мга (река)
Мга (фин. Mujajoki) — река в России, протекает по территории Кировского района Ленинградской области, левый приток Невы. В среднем течении по реке проходит граница между Кировским (на правом берегу) и Тосненским районом (на левом берегу). Длина реки — 93 км, площадь водосборного бассейна — 754 км².

## История
До образования Невы Мга впадала в Ладожское озеро.
В годы Великой Отечественной войны по Мге проходила линия фронта. На левом берегу и сегодня ещё видны обвалившиеся траншеи и блиндажи. Про это у Юрия Визбора в песне «На реке Мга» есть такие строки:

Речка тихая играет, птичка Божия поёт,

Ходят парочки в обнимку, блещут зори и закаты.

Привиденья получают небогатый продпаёк,

Пишут письма перед боем. Проверяют автоматы.

В районе деревни Сологубовка расположено большое объединённое захоронение военнослужащих вермахта времён Второй мировой войны, перенесённых сюда из других отдельных, снесённых после войны, захоронений Ленинградской области. Рядом расположен Парк Мира с Успенской церковью.

## Географические сведения
Вытекает из Малуксинского озера на торфяных болотах южнее Назии. Течёт на юго-запад по ненаселённой местности, у станции Погостье пересекает железную дорогу Мга — Кириши — Сонково, вскоре после этого поворачивает на северо-запад.

### Притоки
(от устья к истоку)
- Войтоловка (левый, 10 км от устья)
- Юрина (левый)
- Каменистый (правый)
- Карбуселька (правый)
- Пискуновка (правый)
- Берёзовка (правый, 48 км от устья)
- Стрелковский (левый)
- Вяземский (правый)
- Старосельский (правый)
- Дубок (правый)

### Населённые пункты
(от истока к устью)
- исток
- Погостье
- Белоголово
- Ерзуново
- Муя
- Турышкино
- Петрово
- Лезье
- Сологубовка
- Пухолово
- Мга
- Горы
- Дачное
- Павлово-на-Неве
- устье

### Экология
Росгидромет РФ в 2006 году классифицировал класс загрязнения реки — 4А (5 максимум) с тенденцией к стабилизации. Основные загрязняющие вещества: нитритный азот, железо, медь, цинк.

## Рекреационное значение
Мга в период весеннего половодья представляет интерес для водного туризма.

## Данные водного реестра
По данным геоинформационной системы водохозяйственного районирования территории РФ, подготовленной Федеральным агентством водных ресурсов:
- Код водного объекта в государственном водном реестре — 01040300312102000008685
- Код по гидрологической изученности (ГИ) — 102000868
- Код бассейна — 01.04.03.003
- Номер тома по ГИ — 2
- Выпуск по ГИ — 0